# Melanchthonhaus (Wittenberg)

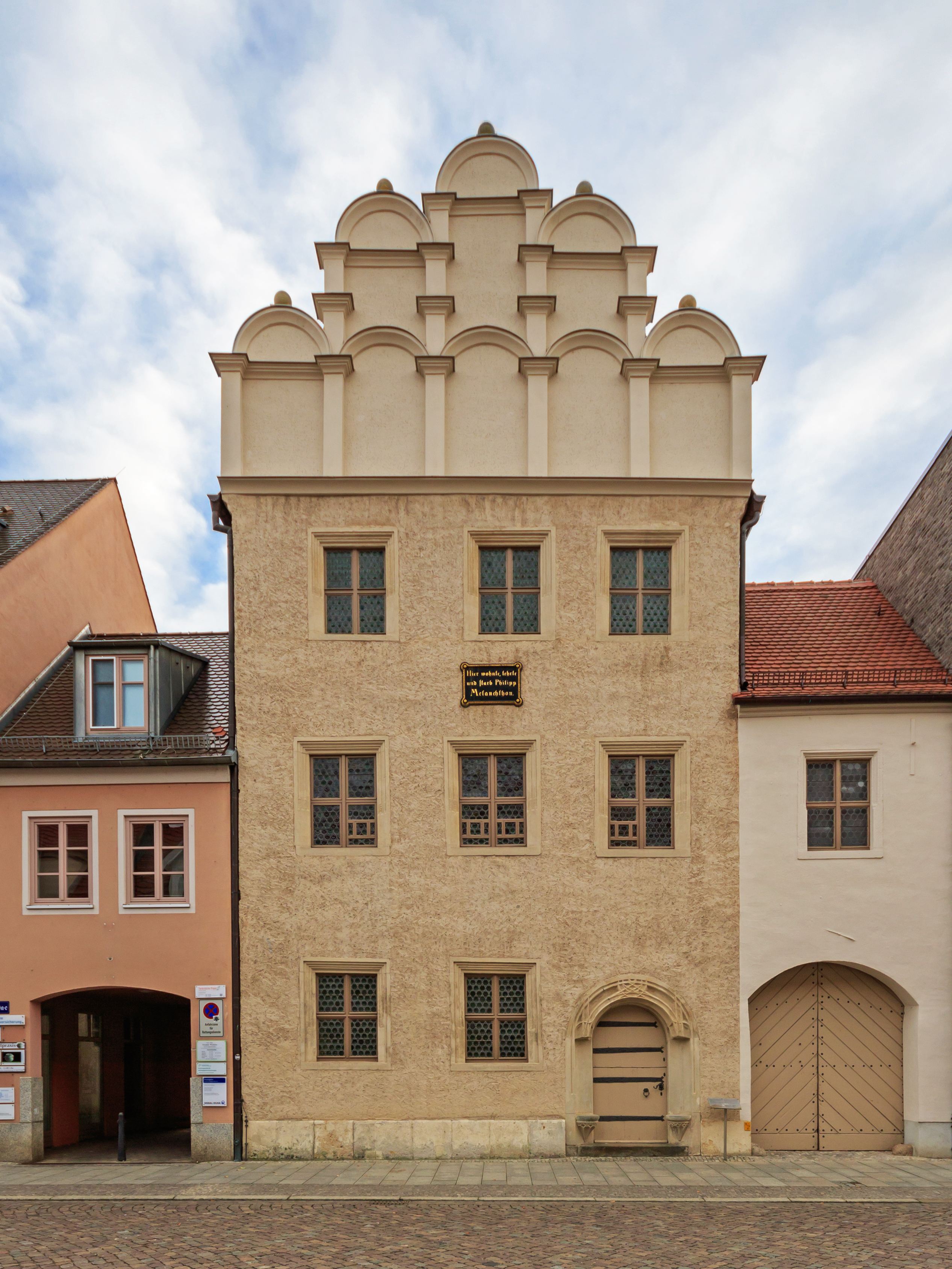
O Melanchthonhaus

O Melanchthonhaus é uma casa do escritor na cidade alemã de Lutherstadt Wittenberg. É um edifício renascentista com janelas góticas tardias e frente de larga escala. Inclui o estudo do Reformador Protestante Filipe Melâncton, que ali viveu com sua família. Em 1954, a casa tornou-se um museu da vida e trabalho de Melâncton exibindo pinturas, gravuras e manuscritos feitos por ele e seus contemporâneos. O edifício tornou-se parte do Património Mundial em 1996.